# Chlorogomphus vietnamensis
Chlorogomphus vietnamensis är en trollsländeart som beskrevs av Syoziro Asahina 1969. Chlorogomphus vietnamensis ingår i släktet Chlorogomphus och familjen kungstrollsländor. IUCN kategoriserar arten globalt som otillräckligt studerad. Inga underarter finns listade i Catalogue of Life.